# NGC 3459
NGC 3459 ist eine Balken-Spiralgalaxie vom Hubble-Typ SBb im Sternbild Becher am Südsternhimmel. Sie ist schätzungsweise 182 Millionen Lichtjahre von der Milchstraße entfernt und hat einen Durchmesser von etwa 90.000 Lichtjahren.
Im selben Himmelsareal befindet sich u. a. die Galaxie NGC 3431.
Das Objekt wurde am 5. Januar 1887 von Francis Preserved Leavenworth entdeckt.